# بارت برمان
بارت برمان (ولد في روتردام, 1938) عازف البيانو والملحن من هولندا وإسرائيل.
درس بارت بيرمان البيانو مع ياب سباندرمان في سلف معهد كونسرفاتوريوم فان أمستردام واستكمل تعليمه للبيانو مع ثيو بروينس ودرجة الماجستير من قبل ألفريد بريندل. في عام 1978 انتقل إلى إسرائيل.
كما حصل عازف منفرد بيرمان على جائزة التميز الهولندية، وهي الجائزة الأولى في مسابقة Gaudeamus لمترجمي الموسيقى المعاصرة، جائزة أصدقاء الحفل الموسيقي وأربعة جوائز أولى في مسابقات عازفي المنفردات الشباب. عزف في إسرائيل وأوروبا والولايات المتحدة ، كعازف منفرد وفي موسيقى الحجرة. كان بيرمان عازف منفرد مع العديد من الأوركسترا الهولندية والإسرائيلية وسجل في الإذاعة والتلفزيون.
شملت التعاونات مع عازف الجيتار آبي دي كوانت (منذ عام 1970) ، وثنائي 4 مع عازف البيانو مئير ويزل، وتمار بيانو تريو مع عازف الكمان ايتزاك سيغيف وعزف التشيلو لويس روين، بالإضافة إلى فرق مع العديد من المطربين بينهم بات شيفا زيسلر. ومن بين الشراكات السابقة: الثنائي بئر السبع مع عازف البيانو الراحل سارة فوكسون و Ensemble M والباروك النقب. خلال الفترة 2004-2008 ، رافق بيرمان نسخة جديدة من ملهى هانشو ليفين الساخر لك، أنا والحرب التالية، في عام 2007 كان عازف البيانو والمخرج الموسيقي لشوبرت بلس، حلقة تشغيلية في كتابين، وخلال عام 2011 -2015 كان عازف منفرد ضيفاً مع الرباعية زامير. في عام 2014 ، أطلق برنامجًا جديدًا ل 4 عازفين بيانو في 2 بيانو، بناءً على Duo 4.
قام بيرمان بتدريس البيانو في مستنبتين روتردام وأرنهيم وكان محررا لمعهد الموسيقى الإسرائيلي.
درس بيرمان التأليف مع بيرتوس فان لير وفوتر فان دن بيرج. قام بتأليف العديد من الأعمال الأصلية، بما في ذلك كادنزات لجميع حفلات البيانو لهايدن وموزارت وبيتهوفن وأجزاء البيانو الثانية لتلعب إلى جانب المؤلفات الأصلية لموزيو كليمنتي ودانييل شتيبلت. وأهم ما يميزه هو استكمال سوناتات البيانو غير المكتملة لشوبرت ويوهان سباستيان باخ للفن.

## روابط خارجية
- بارت برمان على موقع ميوزك برينز (الإنجليزية)
- بارت برمان على موقع قاعدة بيانات برودواي على الإنترنت (الإنجليزية)
- بارت برمان على موقع ديسكوغز (الإنجليزية)